# Відрадна
Відра́дна (до 1952 — Каранку́рт, крим. Qaranqurt) — проміжна залізнична станція Кримської дирекції Придніпровської залізниці на електрифікованій лінії Джанкой — Севастополь між зупинними пунктами Платформа 1379 км (5 км) та Платформа 1389 км (5 км). Розташована в однойменному селі Джанкойського району Автономної Республіки Крим.

## Інфраструктура
На станції існує три колії, одна, з яких використовується для маневрів та відстою вантажних вагонів. Обладнана двома низькими платформами. На вокзалі станції є зал чекання, квиткові каси.

## Галерея

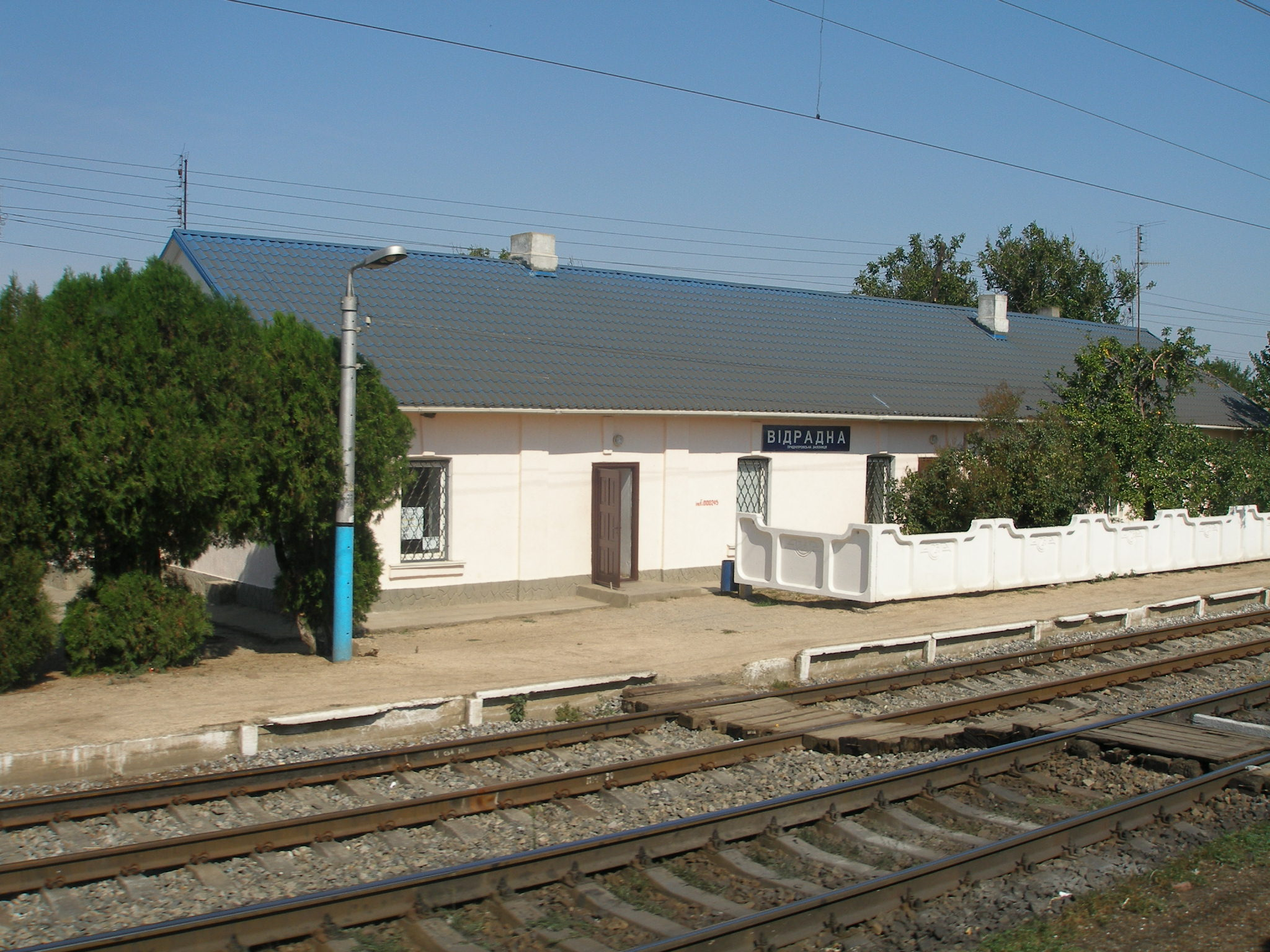
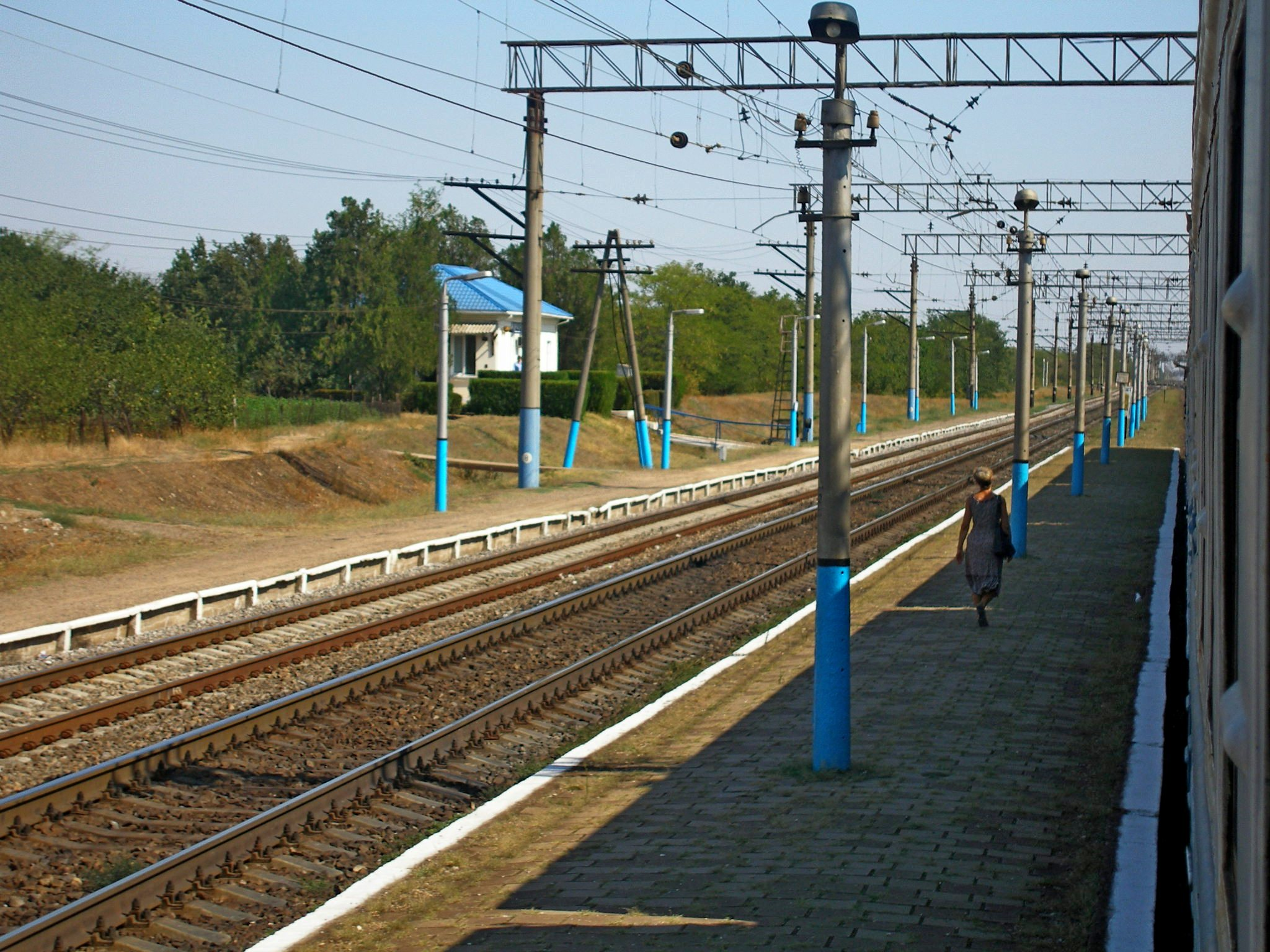

## Пасажирське сполучення
На станції Відрадна зупиняються приміські електропоїзди сполученням Сімферополя — Джанкоя / Солоне Озеро.